# Mika Häkkinen
Mika Pauli Häkkinen (pronunciación en finés: /ˈmikɑ ˈhækːinen/ (escucharⓘ); Vantaa, 28 de septiembre de 1968) es un expiloto de automovilismo finlandés. Corrió en la Fórmula 1 desde 1991 hasta 2001, logrando el Campeonato Mundial de Fórmula 1 en 1998 y 1999 con McLaren, y el subcampeonato en 2000. Obtuvo 20 victorias, 51 podios, 26 poles y 25 vueltas rápidas en la categoría. Después de retirarse de la F1, disputó tres años el Deutsche Tourenwagen Masters, logrando tres victorias y ocho podios entre 2005 y 2007, y la quinta posición en el campeonato en su primer año.

## Trayectoria

### Inicios
Como la mayoría de los pilotos profesionales de automovilismo de velocidad, Häkkinen se formó como piloto en karting. Debutó a la edad de cinco años, y ganó una sucesión de campeonatos regionales y nacionales antes de ingresar en monoplazas. Luego ganó la Fórmula Opel Euroseries de 1988 y la Fórmula 3 Británica de 1990.

### Fórmula 1

#### Lotus (1991-1992)
Häkkinen hizo su primera prueba en Fórmula 1 con el equipo de Benetton conduciendo 90 vueltas alrededor del circuito de Silverstone y estableciendo tiempos de vuelta más rápidos que el piloto regular Alessandro Nannini. Le resultó difícil encajar en el Benetton, pero le gustaba la respuesta de la dirección y del acelerador. Häkkinen esperaba que no se le ofreciera un asiento en Benetton y decidió firmar con el equipo Lotus para la temporada de 1991. Debutando en los Estados Unidos junto a su compañero de equipo Julian Bailey, Häkkinen se clasificó decimotercero en la parrilla y sufrió un fallo en el motor en la sexagésima vuelta y se clasificó decimotercero. La siguiente carrera en Brasil lo vio terminar noveno, y anotó sus primeros puntos de Fórmula 1 al llegar al quinto lugar en San Marino. Häkkinen sufrió una caída en su forma de carrera ya que se encontró con bajas consecutivas en las próximas dos carreras: su automóvil sufrió una fuga de aceite en Mónaco y se escindió en Canadá. Antes de Canadá, Bailey perdió su asiento en Lotus debido a la falta de fondos, por lo que Häkkinen se asoció con Johnny Herbert y Michael Bartels durante el resto de la temporada.

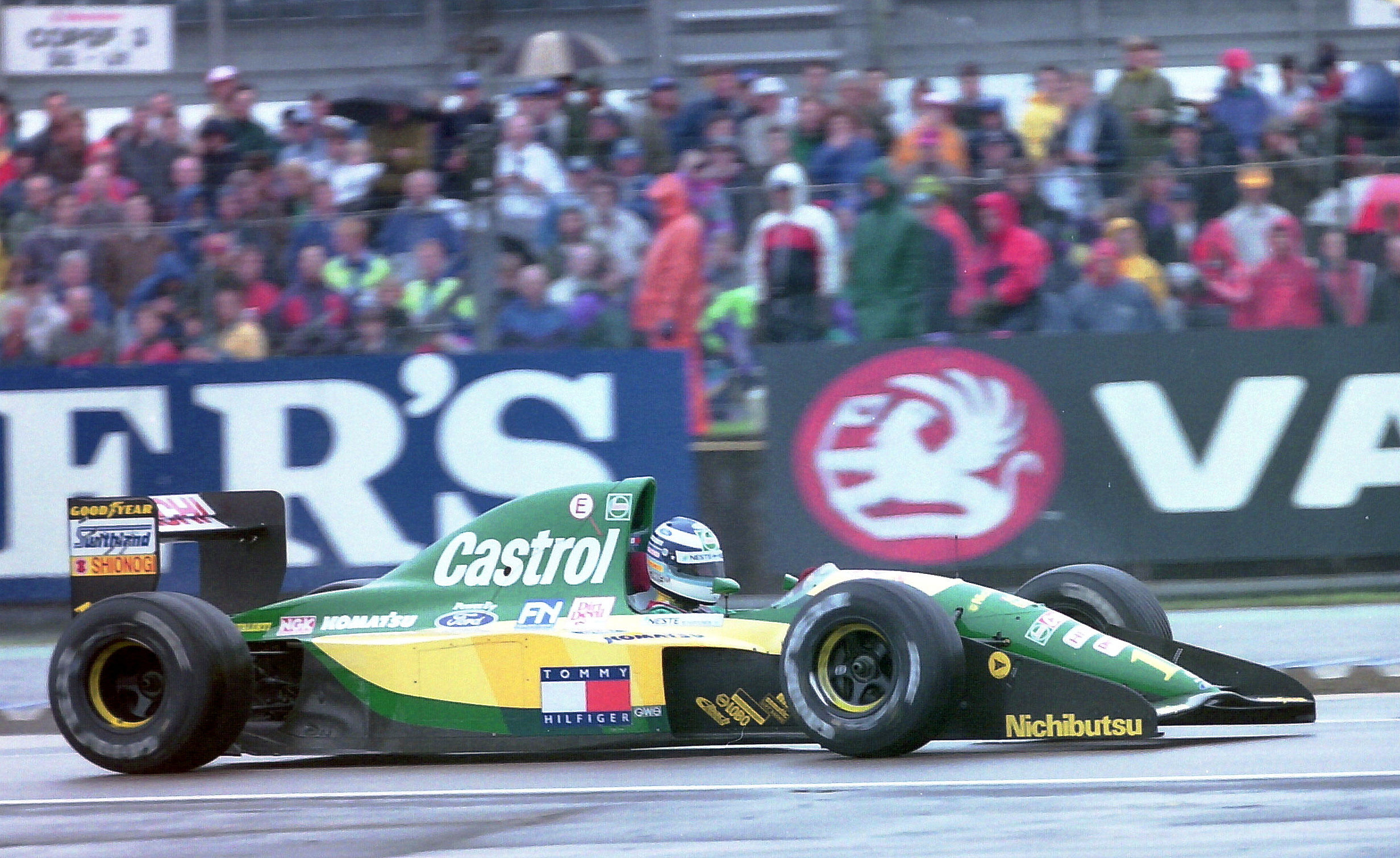
Häkkinen corriendo para Lotus en 1992.

Häkkinen permaneció en Lotus en 1992 y Herbert se asoció con él. En la primera ronda de la temporada en Sudáfrica, Häkkinen terminó en noveno puesto, al que siguió con sus primeros puntos de la temporada en México. Terminó en Brasil, aunque no clasificó para el Gran Premio de San Marino y sufrió bajas consecutivas en las siguientes dos carreras. En Mónaco, Lotus presentó su nuevo automóvil, el Lotus 107. Häkkinen más tarde reunió más puntos consecutivos en las siguientes dos carreras, antes de verse obligado a retirarse en el Gran Premio de Alemania debido a una falla en el motor. Un patrón similar siguió en las siguientes tres carreras, que se rompió cuando terminó quinto en Portugal y sufrió un retiro en la penúltima ronda del año en Japón. Häkkinen concluyó la temporada con un séptimo puesto en Australia.
Durante la temporada, Häkkinen se vio envuelto en una disputa contractual. Häkkinen, que tenía contrato con Lotus, optó por unirse a Williams. Sin embargo, Williams no había presentado su entrada para la temporada de 1993, y Häkkinen no pudo unirse al equipo cuando supo que el director del equipo Lotus, Peter Collins, vetaría la entrada del equipo Williams si firmaran a Häkkinen. Más tarde, Häkkinen se acercó a Ligier, aunque su contrato contenía una cláusula de la cual su mánager Keke Rosberg no estaba de acuerdo. Más tarde se dirigió al director del equipo de McLaren, Ron Dennis, para un contrato con el equipo, que se redactó en el aeropuerto de Courchevel. La disputa finalmente fue a la Junta de Reconocimiento de Contrato de Fórmula 1, que falló a favor de McLaren después de dos días de deliberación.

#### McLaren (1993-2001)
En 1993 llega a la escudería McLaren de la mano de su patrón Ron Dennis, siendo probador de la escudería durante el primer año. Tras el retorno de Michael Andretti a la CART luego de un año decepcionante, Mika accedió a la titularidad del equipo para las tres fechas finales, compartiendo equipo con Ayrton Senna. En Japón cosechó su primer podio.
Häkkinen permaneció como titular de McLaren en 1994. Logró seis podios que lo colocaron cuarto en el campeonato. El equipo inició su etapa con Mercedes-Benz como proveedor de motores en 1995. El finlandés sumó dos podios y puntuó en otras dos carreras, aunque padeciendo numerosos abandonos como en temporadas anteriores, de modo que quedó séptimo en el clasificador final. En el transcurso de una sesión de entrenamientos para el Gran Premio de Australia en el circuito callejero de Adelaida, su automóvil reventó una rueda que le hizo impactar frontalmente contra un muro. Las asistencias sanitarias tuvieron que practicarle una traqueotomía de emergencia salvándole la vida.

Tras recuperarse del coma en el que entró, volvió a los circuitos más combativo que nunca, forjando al mismo tiempo una excelente relación afectiva con su patrón, Ron Dennis. En 1996, el finlandés consiguió cuatro podios y finalizó en zona de puntos en la mayoría de las carreras, con lo cual alcanzó la quinta colocación final. El piloto logró su primera victoria en Fórmula 1 en la fecha final, el Gran Premio de Europa, luego de que el campeón Jacques Villeneuve se dejara rebasar por los dos McLaren en la última vuelta. Con tres podios y siete carreras en puntos, resultó sexto en el campeonato.

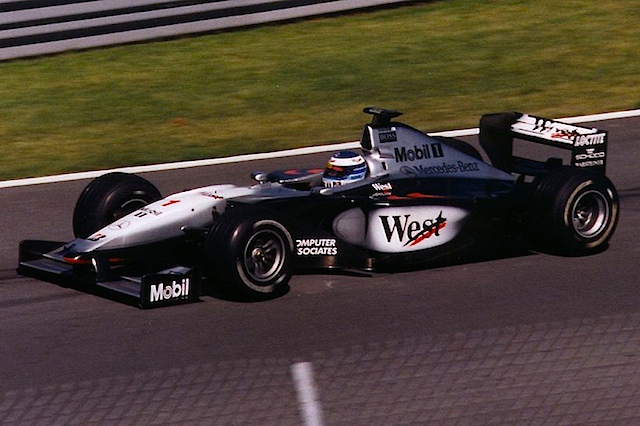
Häkkinen en el Gran Premio de Canadá de 1999, el cual ganó.

Häkkinen acumuló ocho victorias y once podios en 1998, a los mandos de un McLaren-Mercedes superior a las Ferrari y Williams. En la última fecha del campeonato en Japón, Michael Schumacher remontó desde el fondo de la parrilla hasta el tercer puesto, pero abandonó por rotura de neumático. No obstante, el finlandés venció en la carrera, lo que le bastó para proclamarse Campeón de Pilotos de Fórmula 1 frente al alemán. En 1999, sumó cinco victorias y nueve podios, de modo que superó por dos puntos a Eddie Irvine, rival de Ferrari ante una lesión de Schumacher a mitad de temporada, y obtuvo su segundo título consecutivo.
Häkkinen volvió a enfrentarse a la Ferrari de Michael Schumacher en 2000. Obtuvo cuatro victorias y siete segundos puestos, pero el alemán venció en nueve carreras y relegó al finlandés al subcampeonato. El piloto decayó en su rendimiento, en parte por su auto en 2001, al lograr dos victorias y tres podios que lo colocarían en la quinta posición final. Es recordada su gran actuación en el Gran premio de España donde luego de liderar buena parte de la misma su motor lo dejó antes de la última curva hacia la victoria. De igual modo se despediría de la F1 de la mejor forma posible: ganando en su penúltima carrera, el Gran Premio de los Estados Unidos de 2001. Durante ese año anunció su retiro permanente de la Fórmula 1, cediendo su puesto en McLaren a su compatriota Kimi Räikkönen.

### DTM y últimas carreras

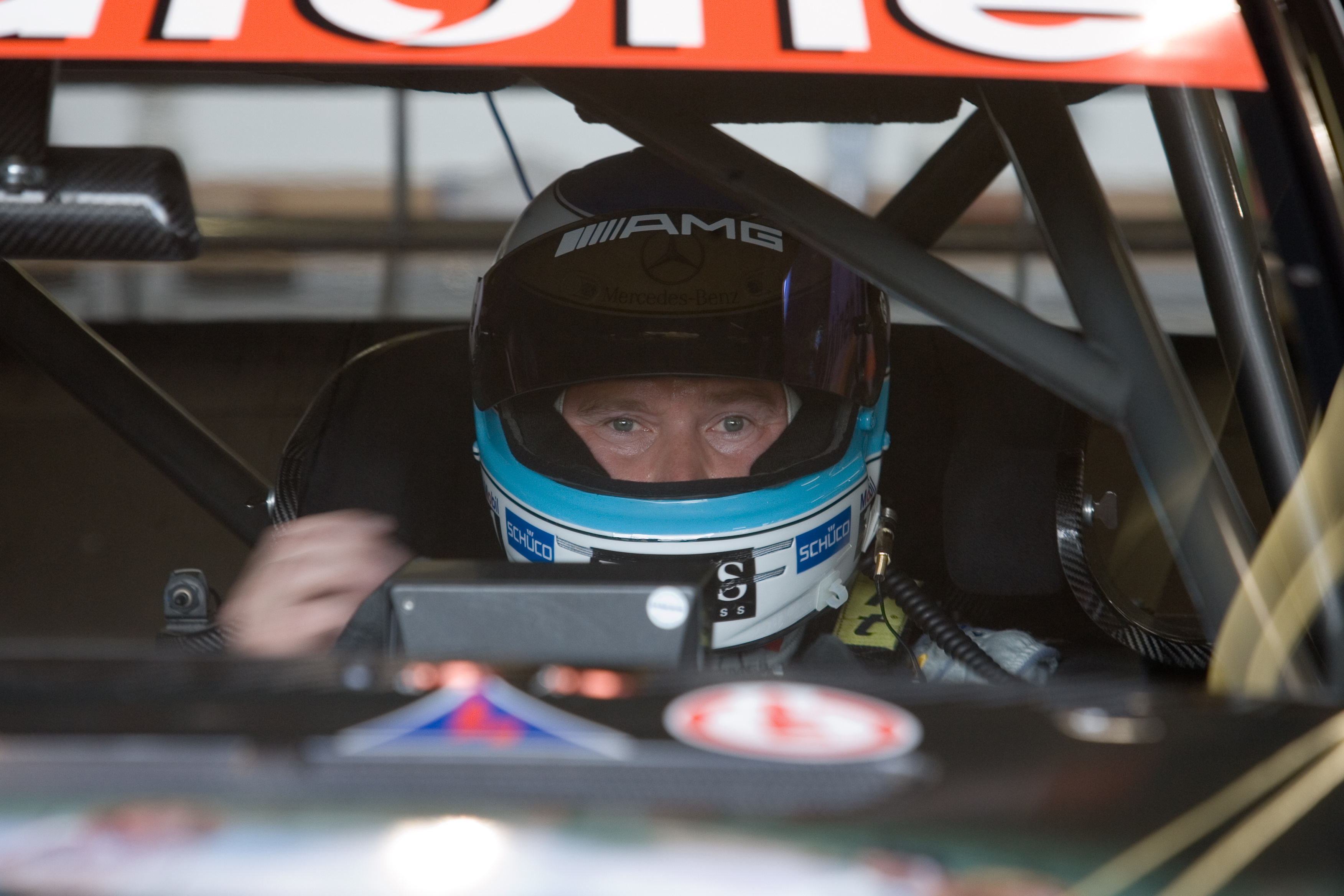
Häkkinen en sus años de DTM.

Häkkinen volvió a competir profesionalmente, esta vez conduciendo un Mercedes-Benz Clase CLK para HWA en el DTM. En 2005 venció en Spa-Francorchamps y consiguió tres podios, de modo que finalizó quinto en el campeonato. En 2006 consiguió tres podios y resultó sexto en el clasificador final. En 2007 ganó dos carreras y concluyó el año en la octava colocación, luego de lo cual se retiró definitivamente del automovilismo.
En 2008 probó nuevamente un McLaren de Fórmula 1 en el circuito de Cataluña. No obstante, volvió a pilotar en la fecha de China de la Copa Intercontinental Le Mans 2011, compitiendo para AMG en un Mercedes-Benz SLS AMG.
El finlandés se caracterizó por su prudencia, respeto y caballerosidad. El sobrepaso a Michael Schumacher en el Gran Premio de Bélgica de 2000, doblando al mismo tiempo a Ricardo Zonta, se lo considera uno de los mejores adelantamientos de la historia de Fórmula 1.
Vuelve en 2019 a la competición para correr las 10 Horas de Suzuka con un McLaren 720S GT3, puntuable por el Intercontinental GT Challenge.

## Vida personal
Häkkinen reside en Mónaco. Estuvo casado con Erja Honkanen, de la que se divorció a principios de 2008, y tienen un hijo llamado Hugo y una hija llamada Aina Julia. Tras su separación se casó por segunda vez, con la modelo checa Marketa Remesova. Junto a ella, tuvo tres hijos más, una niña llamada Ella y dos mellizos, una niña llamada Lynn y un niño llamado Daniel.
Su hijo mayor Hugo, inicialmente practicó kartismo, pero finalmente se decantó por la práctica del fútbol. Por su parte, sus hijos menores Ella y Daniel comenzaron a incursionar en el ámbito del kart en el año 2023, debutando en la WSK Champions Cup de Lonato, Italia, con el equipo Baby Race Driver Academy de la categoría 60 Mini, siendo Daniel inscripto en la categoría sub-10. A diferencia de Hugo (nacido en Mónaco), Ella y Daniel nacieron en Chequia, sin embargo, compiten bajo la bandera monegasca.
En el Gran Premio de Canadá de 1999, en la rueda de prensa de la clasificación, Häkkinen y Eddie Irvine se pelearon amistosamente. Irvine le echó una toalla a Häkkinen, y después su bebida, a lo que el finlandés respondió persiguiéndole con una jarra de agua y se fueron dejando a Michael Schumacher solo ante los micrófonos.
Desde 2006, es embajador de la marca de whisky Johnnie Walker, con la que realiza tareas de concientización del consumo responsable, sobre todo al volante.
En los últimos años, Mika Häkkinen aún está vinculado al mundo de la Fórmula 1. En concreto, es el representante del piloto de Alfa Romeo Valtteri Bottas.

## Resumen de carrera
| Temporada | Categoría                     | Equipo                    | Carreras | Victorias | Poles | VR | Podios | Puntos | Pos. |
| --------- | ----------------------------- | ------------------------- | -------- | --------- | ----- | -- | ------ | ------ | ---- |
| 1987      | Fórmula Ford Nórdica          | Reynard                   | 15       | 9         | ?     | ?  | ?      | 40     | 1.º  |
| 1988      | GM Vauxhall-Lotus Challenge   | Dragon                    | 10       | 3         | 4     | ?  | ?      | 127    | 2.º  |
| 1988      | Opel-Lotus Euroseries         | Dragon                    | 10       | 4         | 2     | ?  | ?      | 126    | 1.º  |
| 1989      | Fórmula 3 Británica           | Dragon                    | 17       | 0         | 2     | ?  | ?      | 18     | 7.º  |
| 1989      | Fórmula 3 SuperPrix           | WSR                       | 1        | 1         | 1     | ?  | ?      | N/A    | 1.º  |
| 1989      | Gran Premio de Macao          | Dragon                    | 1        | 0         | 0     | 0  | 0      | N/A    | NC   |
| 1989      | Fórmula 3 Francesa            | Dragon                    | 1        | 0         | 0     | 1  | 0      | N/A    | NC   |
| 1990      | Fórmula 3 Británica           | WSR                       | 17       | 10        | 11    | ?  | ?      | 121    | 1.º  |
| 1990      | Fórmula 3 Italiana            | WSR                       | 1        | 1         | 0     | ?  | 1      | 9      | ?    |
| 1990      | Fórmula 3 Alemana             | WSR                       | 1        | 1         | 1     | ?  | 1      | 9      | ?    |
| 1990      | Gran Premio de Macao          | Theodore Racing           | 1        | 0         | 1     | 0  | 0      | N/A    | NC   |
| 1990      | Carrera de Fuji de Fórmula 3  |                           | 1        | 0         | 0     | 0  | 0      | N/A    | NC   |
| 1991      | Fórmula 1                     | Team Lotus                | 15       | 0         | 0     | 0  | 0      | 2      | 16.º |
| 1992      | Fórmula 1                     | Team Lotus                | 15       | 0         | 0     | 0  | 0      | 11     | 8.º  |
| 1993      | Fórmula 1                     | Marlboro McLaren          | 3        | 0         | 0     | 0  | 1      | 4      | 15.º |
| 1993      | Porsche Supercup              | ?                         | 2        | 2         | 2     | ?  | ?      | ?      | ?    |
| 1994      | Fórmula 1                     | Marlboro McLaren Peugeot  | 15       | 0         | 0     | 0  | 6      | 26     | 4.º  |
| 1995      | Fórmula 1                     | Marlboro McLaren Mercedes | 15       | 0         | 0     | 0  | 2      | 17     | 7.º  |
| 1996      | Fórmula 1                     | Marlboro McLaren Mercedes | 16       | 0         | 0     | 0  | 4      | 31     | 5.º  |
| 1997      | Fórmula 1                     | West McLaren Mercedes     | 16       | 1         | 1     | 1  | 3      | 27     | 6.º  |
| 1998      | Fórmula 1                     | West McLaren Mercedes     | 16       | 8         | 9     | 6  | 11     | 100    | 1.º  |
| 1999      | Fórmula 1                     | West McLaren Mercedes     | 16       | 5         | 11    | 5  | 10     | 76     | 1.º  |
| 2000      | Fórmula 1                     | West McLaren Mercedes     | 17       | 4         | 5     | 9  | 11     | 89     | 2.º  |
| 2001      | Fórmula 1                     | West McLaren Mercedes     | 17       | 2         | 0     | 3  | 3      | 37     | 5.º  |
| 2005      | Deutsche Tourenwagen Masters  | AMG-Mercedes              | 11       | 1         | 1     | 3  | 3      | 30     | 5.º  |
| 2006      | Deutsche Tourenwagen Masters  | HWA-Mercedes              | 10       | 0         | 0     | 2  | 3      | 25     | 6.º  |
| 2007      | Deutsche Tourenwagen Masters  | HWA-Mercedes              | 10       | 2         | 2     | 0  | 2      | 22     | 8.º  |
| 2011      | Intercontinental Le Mans Cup  | Team AMG                  | 1        | 0         | 0     | 1  | 0      | 0      | NC   |
| 2019      | Intercontinental GT Challenge | Planex Smacam Racing      | 1        | 0         | 0     | 0  | 0      | 0      | NC   |

## Resultados

### Fórmula 1
(Clave) (negrita indica pole position) (cursiva indica vuelta rápida)

| Año     | Escudería                 | 1       | 2       | 3       | 4       | 5       | 6       | 7       | 8       | 9       | 10      | 11      | 12      | 13      | 14      | 15      | 16      | 17      | Pos. | Puntos |
| ------- | ------------------------- | ------- | ------- | ------- | ------- | ------- | ------- | ------- | ------- | ------- | ------- | ------- | ------- | ------- | ------- | ------- | ------- | ------- | ---- | ------ |
| 1991    | Team Lotus                | USA Ret | BRA 9   | SMR 5   | MON Ret | CAN Ret | MEX 9   | FRA DNQ | GBR 12  | GER Ret | HUN 14  | BEL Ret | ITA 14  | POR 14  | ESP Ret | JPN Ret | AUS 19  |         | 17.º | 2      |
| 1992    | Team Lotus                | RSA 9   | MEX 6   | BRA 10  | ESP Ret | SMR DNQ | MON Ret | CAN Ret | FRA 4   | GBR 6   | GER Ret | HUN 4   | BEL 6   | ITA Ret | POR 5   | JPN Ret | AUS 7   |         | 8.º  | 11     |
| 1993    | Marlboro McLaren          | RSA     | BRA     | EUR     | SMR     | ESP     | MON     | CAN     | FRA     | GBR     | GER     | HUN     | BEL     | ITA     | POR Ret | JPN 3   | AUS Ret |         | 16.º | 4      |
| 1994    | Marlboro McLaren Peugeot  | BRA Ret | PAC Ret | SMR 3   | MON Ret | ESP Ret | CAN Ret | FRA Ret | GBR 3   | GER Ret | HUN     | BEL 2   | ITA 3   | POR 3   | EUR 3   | JPN 7   | AUS 12† |         | 4.º  | 26     |
| 1995    | Marlboro McLaren Mercedes | BRA 4   | ARG Ret | SMR 5   | ESP Ret | MON Ret | CAN Ret | FRA 7   | GBR Ret | GER Ret | HUN Ret | BEL Ret | ITA 2   | POR Ret | EUR 8   | PAC     | JPN 2   | AUS DNS | 7.º  | 17     |
| 1996    | Marlboro McLaren Mercedes | AUS 5   | BRA 4   | ARG Ret | EUR 8   | SMR 8†  | MON 6†  | ESP 5   | CAN 5   | FRA 5   | GBR 3   | GER Ret | HUN 4   | BEL 3   | ITA 3   | POR Ret | JPN 3   |         | 5.º  | 31     |
| 1997    | West McLaren Mercedes     | AUS 3   | BRA 4   | ARG 5   | SMR 6   | MON Ret | ESP 7   | CAN Ret | FRA Ret | GBR Ret | GER 3   | HUN Ret | BEL DSQ | ITA 9   | AUT Ret | LUX Ret | JPN 4   | EUR 1   | 6.º  | 27     |
| 1998    | West McLaren Mercedes     | AUS 1   | BRA 1   | ARG 2   | SMR Ret | ESP 1   | MON 1   | CAN Ret | FRA 3   | GBR 2   | AUT 1   | GER 1   | HUN 6   | BEL Ret | ITA 4   | LUX 1   | JPN 1   |         | 1.º  | 100    |
| 1999    | West McLaren Mercedes     | AUS Ret | BRA 1   | SMR Ret | MON 3   | ESP 1   | CAN 1   | FRA 2   | GBR Ret | AUT 3   | GER Ret | HUN 1   | BEL 2   | ITA Ret | EUR 5   | MYS 3   | JPN 1   |         | 1.º  | 76     |
| 2000    | West McLaren Mercedes     | AUS Ret | BRA Ret | SMR 2   | GBR 2   | ESP 1   | EUR 2   | MON 6   | CAN 4   | FRA 2   | AUT 1   | GER 2   | HUN 1   | BEL 1   | ITA 2   | USA Ret | JPN 2   | MYS 4   | 2.º  | 89     |
| 2001    | West McLaren Mercedes     | AUS Ret | MYS 6   | BRA Ret | SMR 4   | ESP 9†  | AUT Ret | MON Ret | CAN 3   | EUR 6   | FRA DNS | GBR 1   | GER Ret | HUN 5   | BEL 4   | ITA Ret | USA 1   | JPN 4   | 5.º  | 37     |
| Fuente: |                           |         |         |         |         |         |         |         |         |         |         |         |         |         |         |         |         |         |      |        |

### Deutsche Tourenwagen Masters
(Clave) (negrita indica pole position) (cursiva indica vuelta rápida)

| Año     | Equipo   | Automóvil                  | 1      | 2      | 3      | 4      | 5       | 6       | 7      | 8      | 9       | 10      | 11     | Pos. | Puntos |
| ------- | -------- | -------------------------- | ------ | ------ | ------ | ------ | ------- | ------- | ------ | ------ | ------- | ------- | ------ | ---- | ------ |
| 2005    | HWA Team | AMG-Mercedes C-Klasse 2005 | HOC 8  | LAU 3  | SPA 1  | BRN 13 | OSC Ret | NOR Ret | NÜR 4  | ZAN 12 | LAU 12  | IST 2   | HOC 15 | 5.º  | 30     |
| 2006    | HWA Team | AMG-Mercedes C-Klasse 2006 | HOC 4  | LAU 3  | OSC 9  | BRH 11 | NOR 3   | NÜR 12  | ZAN 11 | CAT 11 | BUG 2   | HOC Ret |        | 6.º  | 25     |
| 2007    | HWA Team | AMG-Mercedes C-Klasse 2007 | HOC 10 | OSC 17 | LAU 1‡ | BRH 4  | NOR 9   | MUG 1   | ZAN 7  | NÜR 10 | CAT DSQ | HOC 17  |        | 8.º  | 22     |
| Fuente: |          |                            |        |        |        |        |         |         |        |        |         |         |        |      |        |

- ‡ Se otorgaron medio punto en la carrera debido a varios errores cometidos por los oficiales de la carrera.